# Levin (Vorname)
Levin ist ein männlicher Vorname.

## Herkunft und Bedeutung
Der Name Levin hat verschiedene Ursprünge. Zum einen ist es die niederdeutsche oder niederländische Variante des althochdeutschen Namens Liebwin beziehungsweise Liafwin oder Lebuin, welcher durch den angelsächsischen Missionar Lebuin bekannt wurde; diese Vorformen des Namens bedeuten „Volksfreund“ oder „lieber Freund“. Levin kann aber auch auf die hebräische Form Levi zurückgeführt werden, welche „verbunden sein“ bedeutet. Des Weiteren wird der Name im Jiddischen als Koseform von Lion sowie im Türkischen als Vorname arabischer Herkunft benutzt, wo er „Farbe“ oder „Charakter“ bedeutet.

## Varianten
Varianten sind zum Beispiel: Lewin, Liebwin, Liobwini, Liafwin, Lebuin, Livinius, Lieven und Liévin (französisch).

## Namenstag
Der Namenstag am 12. November ist auf den katholischen Heiligen Lebuin zurückzuführen.

## Namensträger
- Levin August von Bennigsen (1745–1826), deutscher General
- Levin von Donop (1567–1641), deutscher Politiker
- Levin Goldschmidt (1829–1897), deutscher Jurist
- Levin Ludwig I. Hahn (1579–1635), deutscher Hofbeamter und Soldat
- Levin Henning (* 1999), deutscher Kinderschauspieler
- Levin Öztunali (* 1996), deutscher Fußballspieler
- Levin Schücking (1814–1883), deutscher Schriftsteller
- Levin von der Schulenburg (1581–1640), Landrat
- Levin Friedrich von der Schulenburg (1738–1801), kursächsischer Geheimer Rat und Erb-, Lehn- und Gerichtsherr auf Burgscheidungen und Kirchscheidungen sowie Kleinliebenau
- Levin Friedrich V. von der Schulenburg (1801–1842), deutscher Rittergutsbesitzer und Abgeordneter
- Levin Rudolph von der Schulenburg (1727–1788), Geheimer Staats- und Kriegsminister
- Levin Storch († ≈1546), deutscher Bildschnitzer

## Sonstiges
Die Betonung von Levin liegt auf der ersten Silbe nach deutscher Herkunft; auf der zweiten Silbe nach anderer Herkunft.
Laut der jährlich von Knud Bielefeld herausgegebenen Statistik zu den beliebtesten Vornamen in Deutschland zählt Levin seit Mitte der 2000er-Jahre meist zu den 100 häufigsten männlichen Vornamen des jeweiligen Geburtenjahrgangs.